# トーマス・アーサー・ビッソン
トーマス・アーサー・ビッソン（Thomas Arthur Bisson, 1900年- 1979年）は、 アメリカ合衆国の東アジアの政治と経済を専門とするアメリカの政治家、ジャーナリスト、政府関係者。
太平洋問題調査会（IPR）系の日本研究家としてGHQの民政局に属し憲法改正等、占領政策に関わった。皇室典範と現行の日本国憲法の関係性などに介入、この介入が後の皇室の在り方や今日の皇位継承問題の発端となる（ビッソンらによる昭和二十一年七月十一日付「覚書」による）。また日本の経済民主化を進めるため財閥解体を推進した。
1995年に公開された『ヴェノナ文書』により、「アーサー」というカバーネームを持つソ連のスパイであったことが判明しており、太平洋問題調査会IPRでの活動や民政局時代の活動がスパイ活動の一環だったのではないかという疑義を持たれている。同じくGHQに所属していたエドガートン・ハーバート・ノーマン（後にソ連のスパイと判明）とは友人関係にあった。

## 生涯
1923年ニュージャージー州立ラトガース大学を卒業後、1924年コロンビア大学の神学修士号を取得し、中国の安徽省で英語と古典を教えるための長老派教会の宣教師になり、後に北京の燕京大学で教鞭をとる。その後1928年にコロンビア大学の中国研究科に入学するために中国を出る。1929年外交政策協会（EPA）の極東研究員になる。
1933年アメリカ共産党のフロント組織である「中国人民友の会」に参加し、1934年から1937年の間、その機関誌である『チャイナ・トゥデイ』編集長のフィリップ・ジャッフェ（Philip Jaffe）のもとで共産主義的な思想を支持する数十の記事を書いた。
1937年3月、雑誌『アメラジア』の創刊に参加。このころ、ロックフェラー財団の奨学金を得て日本・朝鮮・中国を旅行した際、オーウェン・ラティモアの誘いでエドガー・スノーやフィリップ・ジャッフェ夫妻とともに、中国共産党の本拠地、延安を訪問し、毛沢東と会見した。日中戦争勃発後には『Japan in China』を刊行し、日本の侵略を厳しく批判した。1941年まで『アメラジア』の編集委員兼執筆者を務め、1942年経済戦委員会（Board of Economic Warfare）に入った。1943年から1945年まで太平洋問題調査会（IPR）に研究員として籍を置き、IPRの機関誌『パシフィック・アフェアーズ』の副編集長も務めた。
1945年10月から1947年4月までGHQのメンバーとして日本で勤務、主に憲法改正や財閥解体など、いわゆる日本弱体化政策の推進を行った。情報調査責任者たるG2部長（参謀第2部）チャールズ・ウィロビー（Charles A. Willoughby）（当時）は 、ビッソンが占領地への「左派浸透工作」を担ったとみなし排除した。
1948年にカリフォルニア大学バークレー校で政治学の学士号を取得、しかし、Bissonは博士号を修了したことがないため、教員の任命は一時的であった。1953-54年の間にBerkeleyに留まりはしたが任期は延期されなかった。
1970年から1973年にかけ社会的、世界的関与を重視したウォータールー大学の連合大学であるレニソン・ユニバーシティ大学(Renison University College)教員に移籍した。
下記の回想（ドキュメント）は没後公刊された。

## 著書
- 『ビッソン日本占領回想記』中村政則・三浦陽一訳、三省堂、1983年
- 『敗戦と民主化―GHQ経済分析官の見た日本』内山秀夫訳、慶應義塾大学出版会、2005年

## 関連事項
- フランクリン・ルーズベルト
- エドガートン・ハーバート・ノーマン
- 太平洋問題調査会（IPR）